# Фобій
Фобій (дав.-гр. Φόβιος), син Гіппокла — напівлегендарний цар давньогрецького міста Мілет з династії Нелеїдів.
Змушений був поступися царською владою після того як його дружина Клеобея вбила ассеського (за іншою версією — галікарнаського) царевича Анфея і наклала на себе руки.